# Hyllisia ochreovittata
Hyllisia ochreovittata är en skalbaggsart som beskrevs av Stefan von Breuning 1940. Hyllisia ochreovittata ingår i släktet Hyllisia och familjen långhorningar.
Artens utbredningsområde är:
- Gabon.
- Mali.
- Niger.
- Senegal.
- Sierra Leone.

Inga underarter finns listade i Catalogue of Life.